# 中村清吾
中村 清吾（なかむら せいご、1956年9月10日 - 2025年5月9日）は、日本の医師である。専門は乳腺外科。日本乳癌学会乳腺専門医、NPO法人日本乳がん情報ネットワーク代表理事。

## 略歴
東京都の浅草に生まれ育つ。1982年、千葉大学医学部卒業。同年から聖路加国際病院外科で研修。
1993年、同病院情報システム室室長兼任。
1997年、聖路加国際病院外科副医長。
2000年、第8回乳癌学会久野賞を受賞。
2003年、同病院外科医長。
2003年『医者がすすめる専門医・第16回「乳がん」』、2009年6月9日『プロフェッショナル 仕事の流儀・第121回「人生によりそい、がんと闘う」』にそれぞれ出演した。
2005年、同病院ブレストセンター長（初代）・乳腺外科部長。2010年、昭和大学医学部外科学講座乳腺外科部門教授、昭和大学病院ブレストセンター長就任。
2006年、聖路加看護大学臨床教授兼務、日本赤十字看護大学非常勤講師。
2008年、千葉大学医学部臨床准教授兼務。
2010年、昭和大学乳腺外科教授。
2022年4月から昭和大学臨床ゲノム研究所所長を兼務。
2025年5月9日午後6時25分、膵がんの療養中に死去。68歳没。

## 出版物

### 著書
- 2005年 - 『乳がん : あなたにとって一番の治療を』 双葉社
- 2006年 - 『専門医が答えるQ&A ： 乳がん』 主婦の友社
- 2008年 - 『乳がん : 正しい治療がわかる本』 法研
- 2009年 - 『「乳がん」と言われたら…』 保健同人社
- 2010年 - 『中村清吾の乳がんが見つかったときにまず読む本』 主婦の友社

### 編纂
- 2004年 - 『乳癌MRI診断アトラス』 医学書院

### 共著
- 1990年 - 『次世代医療情報システム』 医典社

### 共編
- 1995年 - 『消化器外科エキスパートナーシング』 南江堂
- 2001年 - 『非浸潤性乳管癌の基礎と臨床』 篠原出版新社
- 2004年 - 『悪性と間違えやすい乳腺の良性病変』 篠原出版新社
- 2008年 - 『実践マンモトーム生検』 中山書店
- 2010年 - 『整容性からみた乳房温存治療ハンドブック』 メディカルサイエンスインターナショナル
- 2010年 - 『ガイドラインに基づく乳がんケアQ&A』 総合医学社

### 監修
- 2009年 - 『「乳がん」といわれたら』 伊藤博之（著） 婦人生活社
- 2009年 - 『乳がんを抱きしめて』 小堀昌子（著） プロモーションセンター
- 2009年 - 『乳がん : ひとりで不安にならないで』 コスミック出版
- 2009年 - 『ハーセプチンHer‐2』 ロバート・バゼル（著） 篠原出版新社

### DVD
- 2005年 - 『ドクターズ・アイ 医者がすすめる専門医 VOL.15 - 乳がん』 医学映像教育センター

## 参考資料
- 『プロフェッショナル 仕事の流儀』（NHK総合テレビジョン）2009年6月9日放送
- 名医に聞く
- スーパードクター.com